# Sarolta Kriszt
Sarolta Kriszt (* 28. Oktober 2006 in Budapest) ist eine ungarische Leichtathletin, die sich auf den Siebenkampf spezialisiert hat und auch im Sprint an den Start geht.

## Sportliche Laufbahn
Erste internationale Erfahrungen sammelte Sarolta Kriszt im Jahr 2022, als sie bei den U18-Europameisterschaften in Jerusalem mit 5794 Punkten die Silbermedaille im Siebenkampf gewann. Anschließend belegte sie beim Europäischen Olympischen Jugendfestival (EYOF) in Banská Bystrica in 24,41 s den vierten Platz im 200-Meter-Lauf und gewann mit der ungarischen Sprintstaffel (1000 Meter) in 2:11,59 min die Bronzemedaille. Im Jahr darauf siegte sie dann mit 5830 Punkten beim EYOF in Maribor. 2024 verpasste sie bei den Europameisterschaften in Rom mit 3:31,28 min den Finaleinzug in der 4-mal-400-Meter-Staffel. Anschließend musste sie ihren Siebenkampf bei den U20-Weltmeisterschaften in Lima vorzeitig beenden. Im Jahr darauf wurde sie beim Hypomeeting in Götzis mit 6225 Punkten Zehnte und anschließend gewann sie bei den U20-Europameisterschaften in Tampere mit 6251 Punkten die Silbermedaille. Zuvor wurde sie bei der 1. Liga der Team-Europameisterschaft in Madrid in 3:14,97 min Erste im B-Lauf in der Mixed-Staffel.
2024 wurde Kriszt ungarische Meisterin im 400-Meter-Lauf sowie 2025 im Siebenkampf sowie 2023 in der 4-mal-100- und 4-mal-400-Meter-Staffel. Zudem wurde sie von 2022 bis 2024 Hallenmeisterin in der 4-mal-400-Meter-Staffel.

## Persönliche Bestleistungen
- 200 Meter: 23,43 s (+0,7 m/s), 31. Mai 2025 in Götzis
  - 200 Meter (Halle): 24,35 s, 26. Februar 2023 in Budapest
- 400 Meter: 52,56 s, 29. Juni 2024 in Budapest (ungarischer U20-Rekord)
  - 400 Meter (Halle): 54,87 s, 22. Februar 2025 in Nyíregyháza
- Siebenkampf: 6251 Punkte, 10. August 2025 in Tampere (ungarischer U20-Rekord)